# Ангел пітьми
«Ангел пітьми» або «Темний ангел» (англ. Dark Angel) — американський фантастичний бойовик з Дольфом Лундгреном у головній ролі.

## Сюжет
Під час операції затримання наркоторговців поліцейський Джек Кейн втрачає напарника і починає розслідування серії дивних смертей — жертви гинуть від неймовірно великої дози героїну, хоча і не є наркоманами. Разом з поставленим до нього бундючним агентом ФБР Джек приходить до дивовижного висновку: вбивця ніхто інший, як інопланетний злочинець, буквально викачує мозок у своїх жертв.

## У ролях
| Актор              | Роль                         |
| ------------------ | ---------------------------- |
| Дольф Лундгрен     | детектив Джек Кейн           |
| Браян Бенбен       | спецагент Арвуд «Ларрі» Сміт |
| Бетсі Брентлі      | Діана Паллон                 |
| Маттіас Г'юз       | поганий прибулецьТалек       |
| Джей Білас         | хороший прибулець Айзек      |
| Джим Гейні         | капітан Мелоун               |
| Девід Екройд       | інспектор Світзер            |
| Шерман Говард      | Віктор Меннінг               |
| Сем Андерсон       | Воррен                       |
| Марк Ловенталь     | вчений Брюс                  |
| Майкл Дж. Поллард  | Бонер                        |
| Джессі Вінт        | Макмерфі                     |
| Алекс Морріс       | детектив Рей Тернер          |
| Кевін Пейдж        | білий хлопець 1              |
| Роберт Прентісс    | білий хлопець 2              |
| Нік Геглер         | поручитель під заставу       |
| Тоні Брубейкер     | прибиральник                 |
| Мімі Кокрен        | жінка механік                |
| Меттью Позі        | псих 1                       |
| Александр Джонстон | псих 2                       |
| Джек Вілліс        | власник крамниці             |
| Аль Леонг          | торговець                    |
| Брендон Сміт       | продавець                    |

| Актор           | Роль                     |
| --------------- | ------------------------ |
| Вейн Діхарт     | покупець                 |
| Кевін Говард    | охоронець                |
| Вуді Вотсон     | агент федеральної служби |
| Луіс Лемус      | сержант Гокінс           |
| Кріс Кінкейд    | детектив                 |
| Стів Чізмадіа   | білий хлопець 3          |
| Себастьян Вайт  | білий хлопець 4          |
| Дін Кінкель     | білий хлопець 5          |
| Девід Пойнтер   | білий хлопець 6          |
| Фолкерт Шмідт   | білий хлопець 7          |
| Гарі Бекслі     | білий хлопець 8          |
| Том Кампітеллі  | поліцейський             |
| Крістін Бекслі  | дівчина на телефоні      |
| Сюзанн Савой    | жінка-поліцейський       |
| Говард Френч    | федеральний клерк        |
| Віллі Майнор    | кишеньковий злодій       |
| Еріенн Баттісте | секретар Мелоуна         |
| Джек Вербойс    | заручник                 |
| Стейсі Кортез   | заручниця                |
| Ніно Кандідо    | Френк                    |
| Джексон Барнс   | поліцейський             |
| Браян Фіткін    | охоронець                |
| Рендолл Олівер  | білий хлопець            |

## Цікаві факти
- Спочатку планувалося, що Дольф Лундгрен зіграє роль Злого Прибульця.
- Маттіас Хьюз носив спеціальні платформи, які робили його вище, кожна важила 20 фунтів.
- Картина є одним із улюблених фільмів Стівена Кінга.
- На ранніх етапах створення сценарію фільм мав бути комедією.
- У американський прокат картина вийшла під назвою «Я прийшов з миром», щоб не виникло плутанини з більш старим фільмом з однойменною назвою. У решті країн фільм вийшов під оригінальною назвою.